# Aspila ferruginea
Aspila ferruginea là một loài bướm đêm trong họ Noctuidae.